# Ельхотово
Ельхотово (ос. Елхот) — село, адміністративний центр Кіровського району Північної Осетії-Аланії, а також Ельхотовського сільського поселення.
Населення — 12 517 осіб.
Ельхотово знаходиться на північному заході Республіки на кордоні з Кабардино-Балкарією.

## Історія
В 1838 році на правому березі річки Терек, біля входу в Татартупську долину, було засновано осетинське село. Пізніше на рівнині за Заманкулом з'явилося мусульманське село Елхот.
В 1839 році командир кавказького корпусу генерал Головін доніс військовому міністру: "У минулому, 1838 на правому березі Терека поселений аул осетин-мусульман, званий Ельхотовським. У нього заселилося 88 сімей з мусульманських сіл Беслан (Тулатово), Зільгі, Брут, Заманкул, Карджин ".
У наступні роки заселення села тривало. Жителі в основному займалися землеробством, тваринництвом і торгівлею.
До кінця XIX століття населення становило 2000 осіб. На Ельхот доводилося 3 мечеті.
Городище Верхній Джулат знаходиться поруч із селищем Ельхот. У золотоординський час тут існувало поселення, яке, як припускають (Егороов В. Л. Історична географія Золотої Орди в XII–XIV ст.) Можна ототожнити з відомим по літописах Ясським містом Дедяковим, який існував з X ст. по XIV ст. На городище виявили церкву, дві мечеті і мінарет, що датуються часом правління хана Узбека. Зроблені тут знахідки свідчать про значну роль цього міста в політичному та економічному житті Північного Кавказу.

## Населення
Населення — 12 517 осіб.
Національний склад
За даними Всеросійського перепису населення 2010 року:
- Осетини — 11871 чол. (94,0%)
- Росіяни — 564 чол. (4,5%)
- Інші — 191 чол. (4,5%)

## Релігія
- Святилище «Аерджинараег» (тесніна Аргов, дата заснування не відома, осетинський традиційний монотеїзм)
- Святилище Уастирджі (на північно-східній околиці села, засноване на початку 90-х років 20-го століття, осетинський традиційний монотеїзм)
- Церква святих первоверховних апостолів Петра і Павла заснована в 2008 році (РПЦ МП).
- Мечеть (поч. 20-го століття, ДУМ РСО-Аланія).